# Rudnik Drugi
Rudnik Drugi – wieś w Polsce, położona w województwie lubelskim, w powiecie kraśnickim, w gminie Zakrzówek.
We wsi znajduje się Publiczna Szkoła Podstawowa, Ochotnicza Straż Pożarna oraz Koło Gospodyń Wiejskich, ponadto przy Szkole Podstawowej funkcjonuje Filia Gminnej Biblioteki Publicznej w Zakrzówku.
Wieś stanowi sołectwo gminy Zakrzówek. Według Narodowego Spisu Powszechnego (III 2011 r.) wieś liczyła 369 mieszkańców.

## Części wsi
| SIMC    | Nazwa    | Rodzaj    |
| ------- | -------- | --------- |
| 0394246 | Zadworze | część wsi |

## Historia
Dziś Rudnik Pierwszy i Rudnik Drugi według Słownika geograficznego Królestwa Polskiego z roku 1888 zwany przez lud Rudnik Złodziejski stanowił wieś w powiecie janowskim gminie i parafii Zakrzówek. Według spisu z 1827 roku było tu 33 domy i 221 mieszkańców. Wieś ta wchodziła w skład dóbr ordynacji Zamoyskich.
1 I – 8 XII 1973 w gminie Stara Wieś. W latach 1975–1998 miejscowość administracyjnie należała do województwa lubelskiego.
Z uwagi na specyfikę położenia Rudnika na pograniczu regionów, wieś wyjątkowo często zmieniała przynależność administracyjną; m.in. bardzo często zmieniała przynalżność powiatową. W tabeli pogrubiono zmiany (nowe przynależności):
| Od         | Do         | Gmina/gromada  | Powiat    | Województwo       |
| ---------- | ---------- | -------------- | --------- | ----------------- |
| 1867-01-01 | 1919-08-13 | gm. Zakrzówek  | janowski  | gubernia lubelska |
| 1919-08-14 | 1939-10-25 | gm. Zakrzówek  | janowski  | woj. lubelskie    |
| 1939-10-26 | 1942-09-30 | gm. Zakrzówek  | janowski  | dystrykt lubelski |
| 1942-10-01 | 1944-08-21 | gm. Zakrzówek  | kraśnicki | dystrykt lubelski |
| 1944-08-22 | 1945-08-08 | gm. Zakrzówek  | janowski  | woj. lubelskie    |
| 1945-08-09 | 1954-10-04 | gm. Zakrzówek  | kraśnicki | woj. lubelskie    |
| 1954-10-05 | 1955-12-31 | gr. Rudnik     | kraśnicki | woj. lubelskie    |
| 1956-01-01 | 1957-12-31 | gr. Rudnik     | bychawski | woj. lubelskie    |
| 1958-01-01 | 1961-12-30 | gr. Rudnik     | kraśnicki | woj. lubelskie    |
| 1961-12-31 | 1961-12-31 | gr. Rudnik     | bychawski | woj. lubelskie    |
| 1962-01-01 | 1972-12-31 | gr. Dębina     | bychawski | woj. lubelskie    |
| 1973-01-01 | 1973-12-08 | gm. Stara Wieś | bychawski | woj. lubelskie    |
| 1973-12-09 | 1975-05-31 | gm. Zakrzówek  | kraśnicki | woj. lubelskie    |
| 1975-06-01 | 1998-12-31 | gm. Zakrzówek  | –         | woj. lubelskie    |
| 1999-01-01 |            | gm. Zakrzówek  | kraśnicki | woj. lubelskie    |